# Лео Бельмонт
Бельмонт Лео, справжнє прізвище Блюменталь (нар. 8 березня 1865, Варшава, Королівство Польське, Російська імперія — 1941, Варшава, Польща) — польський письменник, критик і перекладач єврейського походження. За фахом юрист.
Переклав вірш Тараса Шевченка «Минають дні, минають ночі» (опубліковано у збірці Бельмонта польською мовою «Рими і ритми», том 3, Варшава, 1900) та уривки з поеми «Гайдамаки» (вміщені у варшавській газеті «Wolne słowo», 1913, № 195 — 200).